# تاکرو کیتازونو
تاکرو کیتازونو (انگلیسی: Takeru Kitazono؛ زادهٔ ۲۱ اکتبر ۲۰۰۲) ژیمناست هنری اهل ژاپن است.